# Ricardo Costa
Ricardo Miguel Moreira da Costa (* 16. května 1981 Vila Nova de Gaia) je bývalý portugalský fotbalista. Portugalsko reprezentoval v letech 2005–2014, ve 22 zápasech, v nichž vstřelil jeden gól. Získal bronzovou medaili na mistrovství Evropy v roce 2012. Krom toho se zúčastnil mistrovství světa 2006, kde Portugalci skončili na 4. místě, mistrovství světa 2010 (Portugalci vypadli v osmifinále) a mistrovství světa 2014 (Portugalci vypadli v základní skupině). Hrál též na olympijských hrách v Athénách roku 2004. kde Portugalci vypadli v základní skupině. S FC Porto vyhrál Ligu mistrů v sezóně 2003/04, Pohár UEFA 2002/03 a Interkontinentální pohár 2004. Krom toho se s Portem stal čtyřikrát mistrem Portugalska (2002–03, 2003–04, 2005–06, 2006–07), hrál za něj v letech 2002–2007. Jeho dalším významným angažmá byl německý klub VfL Wolfsburg, kde hrál v letech 2007–2010, a získal s ním titul mistra Německa.